# Castel-Ruffel

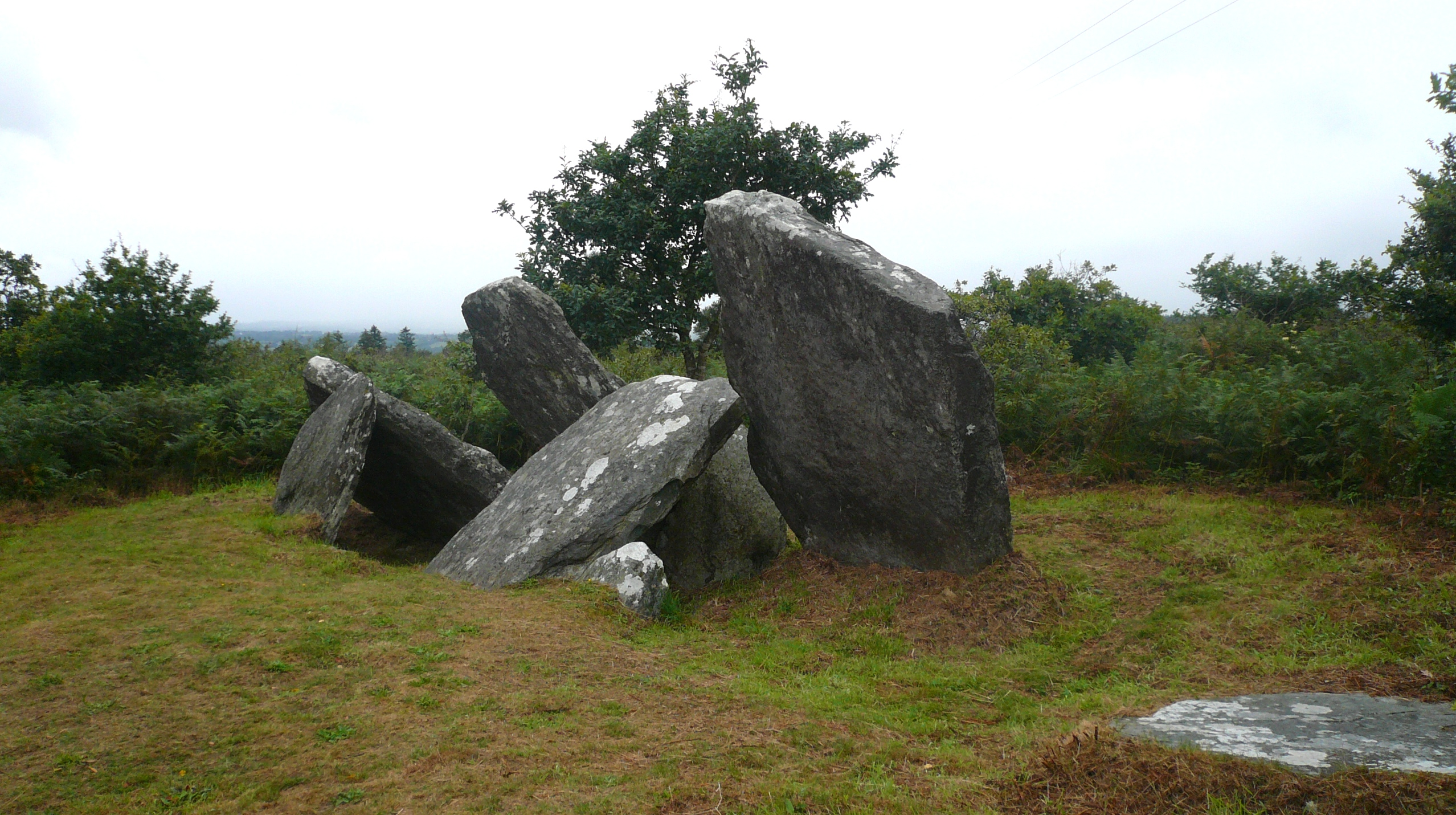
Castel-Ruffel

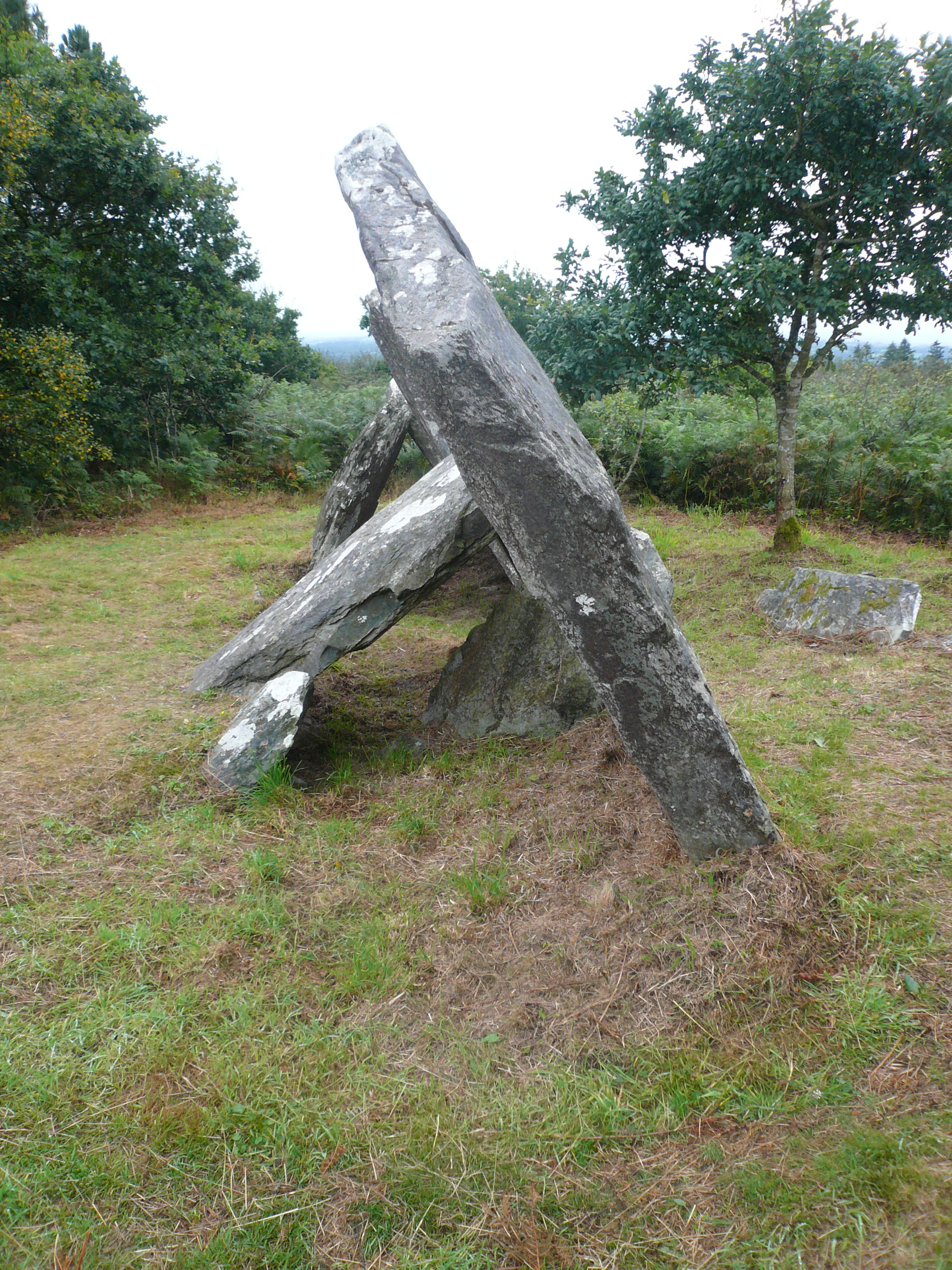
Castel-Ruffel

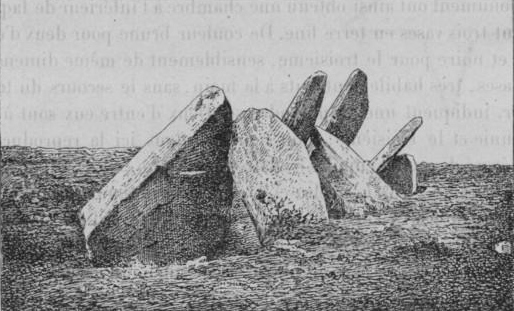
Zeichnung von 1901 von Paul du Chatellier

Das Castel-Ruffel (auch Plin-Coat oder Menez-an-Duc genannt) ist eine Megalithanlage, die südöstlich der Gemeinde Saint-Goazec im Département Finistère in der Bretagne in Frankreich liegt.
Es handelt sich um ein Galeriegrab (französisch Allée couverte) des Typs arc-boutée bzw. à dalles inclinées. Bei Anlagen vom Typ  arc-boutée lehnen die Orthostaten strebewerkartig gegeneinander, Decksteine fehlen oder liegen auf Reihen seitlich aufgestellter senkrecht stehender Orthostaten. Es gibt sie nur in der Bretagne, vor allem in Finistère.

## Beschreibung
Castel-Ruffel ist Nord-Süd orientiert. Es besteht aus großen, dünnen Quarzitplatten. Die Anlage hat eine Länge von etwa 12,0 m. Einige Seitenplatten fehlen. Dieser überdachte Gang befindet sich am Fuße einer prähistorischen Einhegung, die aus konzentrischen elliptischen Ringen besteht, die 80 und 100 Meter lang sind.
Bei archäologischen Ausgrabungen entdeckte Maurice Halna du Fretay (1835–1901) 15 Pfeilspitzen und eine Schieferspitze.

## Vergleichbare Funde
Vergleichbare Monumente gibt es in der Cornouaille, im Süden der Monts d’Arrée, in der Montagne Noire und in den Landes de Lanvaux.
Ähnliche Anlagen sind die Allée couverte Ty Corriganet von Coat Menez Guen bei Melgven, Kerantiec in Riec-sur-Belon, die Loge-au-Loup bei Trédion oder die Ti ar C’horriged genannte von Plobannalec-Lesconil.